# 김소리
김소리(1985년 2월 2일 ~ )는 대한민국의 가수이다. 2009년 싱글 Lip을 발매하며 가수로써의 데뷔를 하였으나, 타이틀곡〈입술이 정말〉이 '청소년 유해 매체물'로 판정받아 별 활동을 하지 못하고 조기에 접어야 했다.

## 출신 학교
- 계원예술고등학교
- 상명대학교 무용학 학사

## 음반 목록
EP
- 2010: Hip Girl

싱글
- 2009: Lip
- 2009: Disco Party*1982
- 2009: 타버렸어요
- 2010: Black Sun
- 2011: 심장이 춤춘다
- 2013: Dual Life

## 음반 외 활동

### 방송
- 2010 KBS 《청춘불패》

### 드라마
- 《출동 케이캅》 (재능TV, 2015년) - 스텔라 역
- 《루갈》 (OCN, 2020년) - 재즈바 보컬 역